# Silvije Strahimir Kranjčević
Silvije Strahimir Kranjčević (Segna, 17 febbraio 1865 – Sarajevo, 29 ottobre 1908) è stato un poeta e scrittore croato, uno dei più importanti esponenti del Realismo croato.

## Biografia

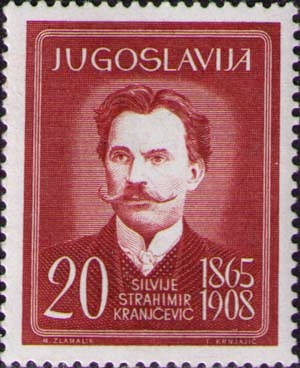
Francobollo jugoslavo dedicato a Silvije Strahimir Kranjčević, 1960

Da giovane seguì la vocazione al sacerdozio entrando nel seminario di Segna, e all'età di diciotto anni si trasferì a Roma per frequentare il Collegio Germanico-Ungarico; ma dopo alcuni mesi preferì rientrare in Patria per iniziare a lavorare, dal 1886 al 1994, come insegnante in numerose scuole commerciali della Bosnia ed Erzegovina e nell'Istituto magistrale di Sarajevo.
Contemporaneamente all'insegnamento, Kranjčević si dedicò alla letteratura, e nel 1894 collaborò con la rivista Nada (Speranza), che diresse sino al 1903.
La perdita della madre nel suo quindicesimo anno di età lasciò un segno profondo nello scrittore. Il dolore per la sua perdita e l'attaccamento a sua madre è stato un tema presente in numerose sue liriche.
Nel 1898, proprio in occasione del suo compleanno, Silvije sposò Gabrijela Ana Kašaj.
Nell'ultimo periodo della sua vita assunse la carica direttiva della scuola commerciale di Sarajevo e poi, nella stessa città, di ispettore scolastico.
A causa della grave malattia, nel 1906, andò a Vienna per curarsi, ma morì subito dopo, il 29 ottobre 1908.
Fu sepolto a Koševo, al cimitero di San Giuseppe.

## Stile e pensiero poetico

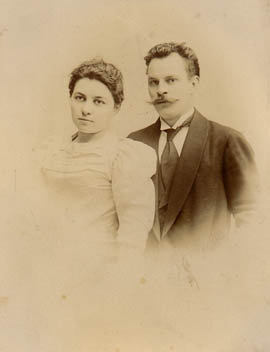
Silvije Strahimir Kranjčević con sua moglie Gabrijela Kašaj

Si avvicinò e si appassionò alla letteratura già durante gli studi liceali e nel 1885 pubblicò la sua raccolta di esordio, intitolata Bugarkinje (Nenie), caratterizzata da elementi patriottici e nazionalistici, oltre che romantici, evidenziando l'influenza principale di Harambašić e di Šenoa.
Il successivo libro Izabrane pjesme (Poesie scelte, 1898), ebbe in comune con l'opera precedente la forza espressiva e lo spirito ribelle, rivolti soprattutto alle ingiustizie sociali presenti nelle località bosniache.
Questa nuova fase creativa fu confermata dalla pubblicazione seguente, un oratorio intitolato Prvi grijeb (Il primo peccato, 1893), nella quale la speranza manifestata da Kranjčević non è più rappresentata dalla croce, ma dal martello, simbolo della nuova società incentrata sul lavoro e sulla fratellanza.
La terza fase creativa di Kranjčević si espresse con Trzaji (Spasimi, 1902) e con la postuma Pjesme (Poesie, 1909), contraddistinte da accenti pessimistici causati dalla distanza che separa le leggi naturali dalle esigenze e dai desideri dell'uomo, differenza che impone all'uomo di ribellarsi e di impegnarsi per perseguire la sua felicità.
Kranjčević scrisse, oltre alle liriche, bozzetti e racconti raccolti in Pjesnčka proza (Prosa poetica, postuma, 1912), saggi e articoli critici pubblicati su giornali e ristampati nelle Djela (Opere, postume, 1934, 4 vol.).
Ha anche tradotto alcune opere di Goethe, Heine, Byron e Shakespeare.
Kranjčević visse negli anni di transizione fra due epoche storiche e culturali, ereditando gli ultimi slanci dell'età romantica e proponendosi come un anticipatore della moderna poesia croata, come un innovatore soprattutto per le tematiche descritte ed approfondite, quali le questioni umane universali e gli archetipi mitici. Le sue opere si caratterizzarono per una tendenza alla spiritualità, per una certa originalità, per un linguaggio poliedrico ed elevato, per un lirismo soggettivo, per il contrasto tra i propri sentimenti e la realtà.

## Opere principali

### Poesia
L'opera poetica di Kranjčević consiste di quattrocentoventuno poesie pubblicate. La maggior parte è stata pubblicata in quattro raccolte di canzoni, mentre alcune sono pubblicate postume.

#### Raccolte di poesie
- Bugarkinje (Nenie), Senj, 1885;
- Izabrane pjesme (Poesie scelte), Zagabria, 1898;
- Prvi grijeb (Il primo peccato), Zagabria, 1893;
- Trzaji (Spasimi), Tuzla, 1902;
- Pjesme (Poesie), Zagabria, 1909;

### Prosa
Opere in prosa furono stampate postume nella raccolta:
- Pjesnčka proza (Prosa poetica), Zagabria, 1912.

### Dramma
- Za drugoga (Il secondo), Zagabria, 1910.

### Opere selezionate e raccolte
- Život i probrane pjesme (Vita e poesie scelte), a cura di R. F. Magjer e con introduzione di Lj. Dlustuš, Koprivnica, 1921;
- Pjesme (Poesie), con uno studio di Branimir Livadić, Zagabria, 1926;
- Izabrane pjesme (Poesie scelte), con uno studio introduttivo di A. Barac, Belgrado, 1929;
- Djela (Opere), a cura di Branimir Livadić, Zagabria, 1933-1934:
  - Svezak I: Za narod (Volume I: per le persone), 1933;
  - Svezak II: Za čovjeka (Volume II: per un uomo), 1934;
  - Svezak III: Pred vizijama (Volume III: prima visione), 1934;
  - Svezak IV: Kroz život i djelo (Volume IV: attraverso la vita e il lavoro), 1934;
- Sabrana djela (Opere complete), Zagabria, 1958–1967:
  - Svezak I: Pjesme I (Volume I: poesie I), a cura di Dragutin Tadijanović, 1958;
  - Svezak II: Pjesme II (Volume II: poesie II), a cura di Dragutin Tadijanović, 1958;
  - Svezak III: Proza (Volume III: prosa), a cura di Ivo Frangeš, 1967.